# Anatoli Alexejewitsch Logunow
Anatoli Alexejewitsch Logunow, russisch Анатолий Алексеевич Логунов, englische Transkription Anatoly Logunov, (* 30. Dezember 1926 im Oblast Samara; † 1. März 2015 in Moskau) war ein russischer Theoretischer Physiker.

## Leben
Logunow war ein Schüler von Nikolai Nikolajewitsch Bogoljubow, bei dem er sich 1959 an der Lomonossow-Universität habilitierte (russischer Doktortitel). Er war ab 1961 Professor an der Lomonossow-Universität, leitete dort ab 1971 die Abteilung Hochenergiephysik und Quantentheorie und war 1977 bis 1992 Rektor der Lomonossow-Universität. Außerdem war er am Vereinigten Institut für Kernforschung in Dubna. 1963 bis 1974 und 1993 bis 2003 war er Direktor des Instituts für Hochenergiephysik (IHEP) in Protwino. Dort leitete er den Aufbau des 70-GeV-Proton-Synchrotrons U 70, das ab 1967 in Betrieb war und einige Jahre die Spitzenstellung für die Energie von Protonenstrahlen hatte. Damals trieb er auch die internationale Zusammenarbeit (CERN, CEA in Frankreich) voran.
Er befasste sich mit Quantenfeldtheorie (Renormalisierungsgruppe mit Bogoljubow und Schirkow, Dispersionsrelationen und andere Methoden in der Hochenergiephysik, axiomatische Quantenfeldtheorie). Bekannt ist er für eine relativistische Theorie der Gravitation (RTG), mit der er sich ab Mitte der 1970er Jahre befasste und was er als Höhepunkt seiner wissenschaftlichen Arbeit betrachtete. Er arbeitete daran bis kurz vor seinem Tod. Er leitete daraus eine endliche (wenn auch sehr kleine) Graviton-Masse ab, beschleunigte Expansion (mit Erklärung dunkler Energie), ein oszillierendes Universum und lehnte Singularitäten wie bei schwarzen Löchern ab. Auf diesem Gebiet arbeitete er in den 1990er und 2000er Jahren viel mit Semjon Solomonowitsch Gerschtein zusammen. In seiner Theorie der Gravitation wurde die Minkowski-Raum-Basis beibehalten, das Gravitationsfeld wurde aber wie andere physikalische Felder behandelt. Quelle des Gravitationsfeldes ist der Energie-Impuls-Tensor einschließlich der Beiträge des Gravitationsfeldes selbst. Drehimpuls- und Energie-Impuls-Erhaltung sind streng implementiert. Für alle bekannten experimentellen Tests liefert seine Theorie die gleichen Vorhersagen wie die Allgemeine Relativitätstheorie.
1996 erhielt er den Bogoljubow-Preis und 1980 die Ljapunow-Goldmedaille. Er war Mitglied der Russischen Akademie der Wissenschaften (korrespondierendes Mitglied seit 1968, volles Mitglied seit 1972) und von 1974 bis 1991 Vizepräsident der Akademie.
Er war Mitglied im Zentralkomitee der Kommunistischen Partei der Sowjetunion und Mitglied des Obersten Sowjet der UdSSR. Er erhielt mehrfach den Leninorden, erhielt den Leninpreis, den Staatspreis der UdSSR und war Held der sozialistischen Arbeit. Er war mehrfacher Ehrendoktor.

## Schriften (Auswahl)
- mit N. N. Bogoliubov, T. Todorov: Introduction to axiomatic quantum field theory, Benjamin 1975
- The theory of gravity, Moskau, Nauka 2001, Archive, Arxiv 2002
- Henri Poincaré and relativity theory, Arxiv 2004